# پوست‌نوشته‌های پارسی میانه
قدیم‌ترین پوست نوشته‌های ساسانی آثار مکشوفه در دورا اروپوس است. آثار متأخر که همه به خط پهلوی متصل نوشته‌شده، متعلق به اواخر دورهٔ ساسانی است. مجموعه‌ای از آن‌ها مربوط به سالهای ۶۱۹ تا ۶۲۸ میلادی است. در این زمان خسرو پرویز مصر را به تصرف درآورد. گرچه در این نوشته‌ها بجز ماه و روز تاریخی ذکر نشده اما نام‌های جغرافیایی و مطالب آن‌ها ارتباطشان را با لشکرکشی مصر مسلم می‌کند.
دو مجموعه دیگر پوست نوشته‌ها که در ایران به دست آمده دارای تاریخ‌هایی میان ۲۹ و ۳۵ است و احتمالاً مبدأ آن آغاز سلطنت خسرو پرویز بوده‌است. مجموعهٔ اول بیشتر نامه‌های دیوانی هستند که از سوی صاحب منصبان ایرانی نوشته شده‌اند و از جهت پی بردن به شیوهٔ نامه‌نگاری دوران ساسانی اهمیت به سزایی دارند. این آثار همچنین گنجینه‌ای از نام‌های خاص ایرانی متداول در دورهٔ ساسانی است. علاوه بر آن در آن‌ها بعضی منصب‌ها و نام جای‌ها نیز ذکر شده‌است. مجموعهٔ دوم بیشتر اسناد تجاری و اقتصادی است مانند سند تحویل پول یا خرید غلات یا فهرستی از حیوانات مانند گوسفند و بز و میش و غیره که مورد داد و ستد بوده‌اند.